# Стейнбой
Стейнбой, «Хлопчик-пляма та його світ» (англ. The World of Stainboy) — мультфільм режисера Тіма Бертона, створений в 2000 році.
Вигадані Тімом Бертоном персонажі на основі його віршах. Вийшло шість мультфільмів-замальовок із життя Stainboy (Хлопчик-пляма).

## Сюжет
Історія Стейнбоя сумна та трагічна. У дитинстві батьки відмовилися від нього, заявивши, що він не їхній син, на їх думку він фрик. Вони віддали його до притулку, де він проводив час із такими ж фриками, як і він сам. Але в один день прийшов бравий Сержант Глен Дейл і забрав його працювати до Поліцейського відділку. Там він бореться з такими ж фриками як і він сам…

## Серії
1. Про дівчинку-гіпнотизерку
2. Про того, що харчується хімікатами
3. Про боулінгмена
4. Про робота-пилососа зі сміття
5. Про сірник
6. Історія Стейнбоя

## Цікаві факти
- Кількох персонажів озвучила актриса Ліза Мері.